# Каолін Дніпропетровської області
Каолін Дніпропетровської області
У геологічному розрізі каолінових покладів перехід від лужних польовошпатових каолінів до нормальних різкий. Зона переходу від перших до других має товщину не більш як 1—2 м. У межах перехідної зони вміст лугів зменшується в 10—15 разів.
Гнейсові і мігматитові каоліни найбільш поширений вид первинних каолінів. Каоліни по гнейсах і гранітах, а також по мігматитах складають більшість експлуатованих родовищ: Глуховецьке, Турбовське, ряд покладів Просянського каолінового р-ну. В межах Просянського родовища зустрічаються всі типи каолінів, причому лише в рідких випадках вдається виділити блоки відносно однорідних гранітних каолінів.
Важливим показником якості первинних каолінів є вміст в них фарбуючих окислів. Гранітні каоліни Вершинських покладів Просянського родовища в цьому відношенні є найбільш чистими (TiO2 в збагаченому каоліні по типових пробах не вище 0,5—0,6 %, Fe2O3 не більш 0,8 %). Гнейсові каоліни цього родовища мають більш високий вміст окису титану (до 1—1,2 %).
Викликають зацікавленість акцесорні мінерали каолінів. Так, наприклад, у відношенні Просянського родовища можна говорити про моноцитові каоліни (на гранітах дніпропетровського комплексу) і каоліни ільменіто-магнетитові або цирконо-магнетитові, якщо мати на увазі дані шліхових аналізів піщаної частини каолінів.
Поклади каолінів мають плащувату форму і непостійну товщину, яка сягає декількох десятків метрів. До цього типу відносяться родовища каолінів України (експлуатуються Глуховецьке і Просянське).
Каоліни й інші глинисті породи використовують у виробництві керамічних виробів. На практиці їх використовують у будівництві, грубій і тонкій кераміці.
Будівельна кераміка: будівельна цегла, черепиця, керамічні камені та інші вироби з грубозернистим пористим або щільнісним черепком. У тонкій кераміці розрізняють фаянс і порцеляну.
У виробництві фаянсу і порцеляни одним із головних компонентів є каолін, зв'язкою служить пластична, вогнетривка глина. Каоліни і глини повинні бути чистими і однорідними за складом — мати широкий інтервал спікання (150—200º і більше) і високу вогнетривкість (не нижче 1600—1670º), володіти білим черепком, в зв'язку з чим вміст фарбуючих окислів заліза і титану має бути мінімальним, недопустимі мінеральні включення, які дають виплавки і «мушки» (пірит, марказит, сидерит та ін.).
Якість збагачених каолінів нині визначається ДЕСТами, відповідно до яких виділяються Просянівські каоліни для тонкої кераміки по ДЕСТу 7030-75 і ДЕСТу 7031-75, а також приводяться загальні для всіх каолінів вимоги:
- для паперової — ДЕСТ 21288-75;
- керамічної — ДЕСТ 21286-82;
- косметичної — ДЕСТ 21285-75;
- вогнетривкої — ДЕСТ 21285-75;
- пестицид них препаратів — ДЕСТ 12500-77;
- виробництво гумовотехнічних і пластмасових виробів, летучої шкіри і тканин — ДЕСТ 19608-84; електротермічного силуміну і ультрамарину — ДЕСТ 20080-74; хімічної промисловості — ДЕСТ 19607-74.
Марочність по ДЕСТу 21286-82 (керамічні вироби) — КФ-1, КФ-2, КФ1+КФ2; КФ-3, КЕ-3; ДЕСТ 19607-74 (хімічна промисловість) марки КАС, КАХ-1; КАХ-2; ДЕСТ 20080-74 (електротермічного силуміну і ультрамарину) марки КЕС-36, КЕС-45, КУМ; ДЕСТ 19608-74 (гумовотехнічні і пластмасові вироби) марки КРТ, КРТШП, КРТШ, КР, КРК, ККТ.
Для просянського каоліну допускається відхилення від встановлених норм вмісту окису заліза для вищого ґатунку до 06 %, для першого до 0,8 %, для другого до 1 % і для третього до 1,3 %, при умові, що сумарний вміст Fe2O3 і TiO2 не буде перевищувати 0,8 % для вищого сорту і 1,8 % для третього сорту.
Електрокерамічна промисловість наполягає, щоб, крім приведених вище показників, визначалась міцність каоліну висушеного при 110оС. Міцність висушеного каоліну враховується при виготовленні великогабаритних ізоляторів. Для каолінів, які використовуються в кабельній промисловості, крім цих показників, визначається, але не нормується, вміст водорозчинних солей, а також іонів Mn, Cu, Cl і SO4.
Парфумерна промисловість лімітує в каолінах білизну (88 % для вищого, 85 % для першого і 83 % для другого ґатунку), а також механічні домішки (залишок на ситі 0,2 для цих же сортів відповідно повинен бути не більш 0,005, 0,01 і 0,02 %, а на ситі 009 відповідно 0,15, 0,25, 0,50 %.
Каолін для виробництва ультрамарину повинен вміщати не менше 38 % Al2O3 і не більше 0,5 % Fe2O3.
Для виробництва силуміну (сплав, який складається з 87 % алюмінію і 13 % кремнію) згідно з технічними умовами ВАМІ придатні каоліни, хімічний склад яких укладається такі рамки: Al2O3 не менше 37,5 %, Fe2O3 не більше 0,8 %, TiO2 не більше 0,6 % і CaO не більше 0,5 %.
За даними Дніпропетровського металургійного інституту, силумін може бути одержаний з каолінів зі вмістом Fe2O3. До 15 % і без обмеження кількості TiO2, але вміст Al2O3+TiO2 в перерахунку на прокалену речовину має бути не менше 40 %, а CaO — не більше 0,3 %. При цьому в процесі дугової плавки каоліну одержують феросиліцит, переробний електрокорунд і синтетичні шлаки для очистки сталі.
Для виробництва сірчанокислого і хлористого алюмінію, який використовується для очистки води як коагулянт приймається рядовий каолін.
Більшість галузей промисловості використовують збагачений каолін. Каолін-сирець застосовується в невеликих кількостях в цементній промисловості і в виробництві напівкислих вогнетривів.